# دوق نرمندية
دوق نرمندية أو النُّرمندي هو لقب العاهل الحاكم لتبعيات التاج البريطاني في بيليفيتي جيرزي وجيرنزي. يعود اللقب في جذوره إلى دوقية نرمندية (والتي جزر القنال هي آخر ما تبقى منها). اللقب هو دائمًا دوق نرمندية سواء كان الحاكم ذكرًا أو أنثى.